# Bieler Moderne

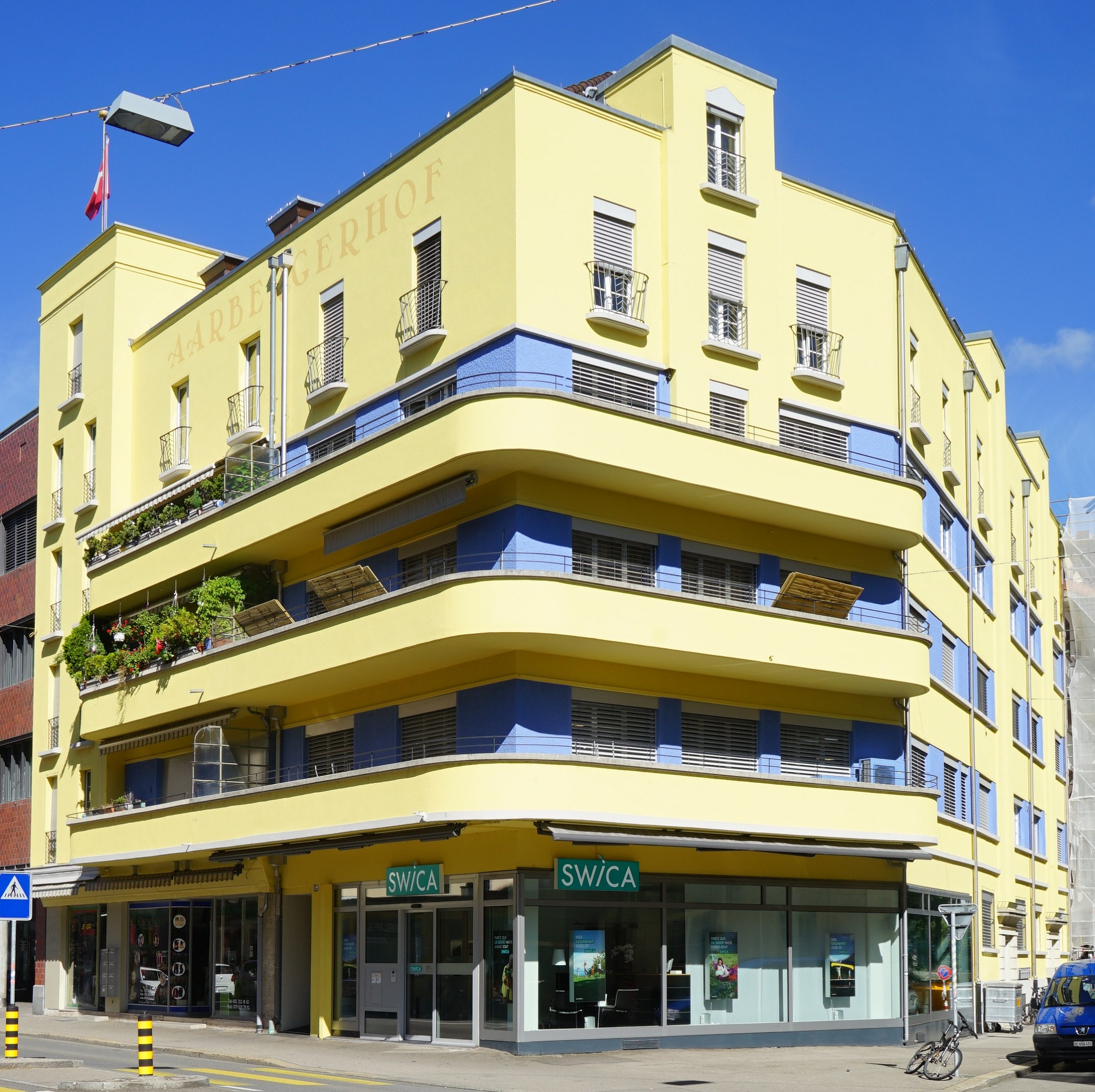
Aarbergerhof

Mit Bieler Moderne wird eine Vielzahl von Bauwerken im Stil der Moderne in der Stadt Biel in der Schweiz bezeichnet. Sechs Gebäude wurden in das Schweizerische  Kulturgüterschutzinventar mit Objekten von nationaler und regionaler Bedeutung aufgenommen, weitere sind im Bauinventar des Kantons Bern als «schützenswert» oder als Kulturgut von lokaler Bedeutung ausgewiesen. Zu den bedeutenden Einzelobjekten gehören das Volkshaus von 1932 und das Strandbad. In den Jahren 1927 bis 1938 wurde das «Bahnhofquartier» östlich des Bahnhofs geschlossen nach Bauvorschriften des Neuen Bauens errichtet.

## Geschichte
Das Staatliche Bauhaus wurde im April 1919 von Walter Gropius in Weimar als Kunstschule gegründet. Obwohl das Bauhaus nur 14 Jahre Bestand hatte und 1933 schliessen musste, prägte es das Bild der Moderne im In- und Ausland durch ihre  klare Formen. Im Jahr 1921 wurde der Sozialdemokrat Guido Müller Bieler Stadtpräsident und förderte entschieden das Neue Bauen in Zusammenarbeit mit den Stadtbaumeistern Bodmer und Otto Schaub.

### Bauland
Nach Verlegung des Bahnhofs vom Guisan-Platz an den heutigen Standort erhielt Biel 1923 ein Gebiet von 90'000 Quadratmetern Bauland an bester Lage. Im Jahr 1924 lag das Projekt für die Bahnhofstrasse vor, im folgenden Jahr übernahm Otto Schaub das Stadtbauamt und erarbeitete den Überbauungsplan und die Bauvorschriften für das ganze Bahnhofquartier. Er gilt als «entschiedener Befürworter des Neuen Bauens». Der Gemeinderat unterstützte Schaub und legte am 8./9. November 1930 die Bauvorschriften zur Abstimmung vor. Die Bieler Stimmbürger nahmen mit 1133 zu 105 Stimmen die Vorschriften an. Vier Jahre später wurden mit den Häusern Regis und Zentrum die letzten Baulücken der Bahnhofstrasse geschlossen. Das Quartier gilt mit einheitlich geplanten Strassenzügen in der Schweiz als «einzigartig». International ist es eins der grössten Architektur-Ensembles des Neuen Bauens.

### Form und Design
Das Neue Bauen zeichnet sich durch die Prinzipien der konstruktiven Ökonomie (Stahl- und Betonskelett) und der formalen Strenge (Flachdach, geometrisch gebundene Grundriss- und Fassadenordnung) sowie einer Entmaterialisierung durch flexible Baumaterialien aus. Architektur wird als formbildende Struktur für ein Höchstmaß an räumlicher Offenheit verstanden.

### Das Rote Biel
Biel war ab 1921 eine sozialdemokratisch regierte Arbeiterstadt mit einem hohen Anteil an Fremdarbeitern, die in der Uhrenindustrie tätig waren. Anliegen des Neuen Bauens war, Menschen aus engen Raumverhältnissen zu befreien. Die Sozialverantwortung hatte dabei eine zentrale Bedeutung. Die Arbeiter sollten mit Licht, Luft und Sonne wohnen können im Gegensatz zum Wohnen in Hinterhöfen und zum historisierenden Baustil. Anders als die Weißenhofsiedlung in Stuttgart, die Weiße Stadt in Tel Aviv und die Weiße Stadt in Berlin haben die Bauten in Biel eine kräftige Farbigkeit. Das rötliche Volkshaus aus Backsteinen mit dem Schriftzug Rotonde wurde zum architektonischen Symbol der schweizerischen Arbeiterbewegung. In der Güterstrasse ist der soziale Wohnungsbau ausgeprägt. Hier wurden mit Sonderbauvorschriften turmartige Treppenhäuser und Gebäude mit Fahnenmasten als einziger Verzierung gebaut sowie der Strassenverlauf architektonisch betont. Biel hat mit 300 Bauten den zweiten Platz der Moderne, direkt nach Tel Aviv.

Art déco in Biel
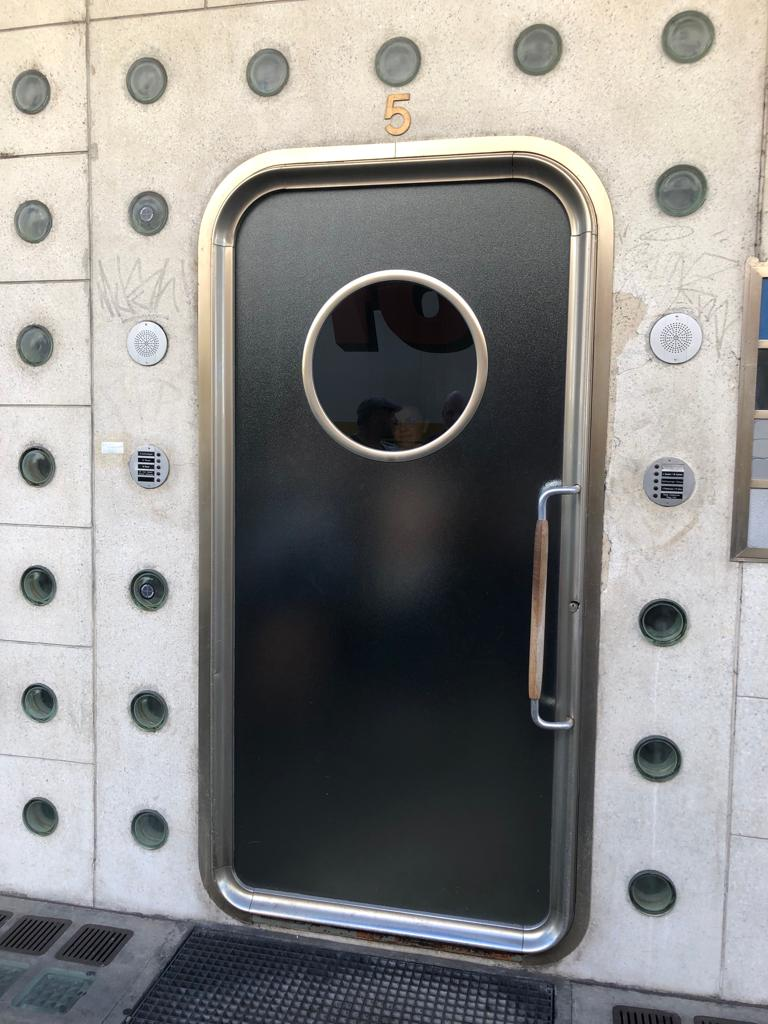
Detail Haustüre
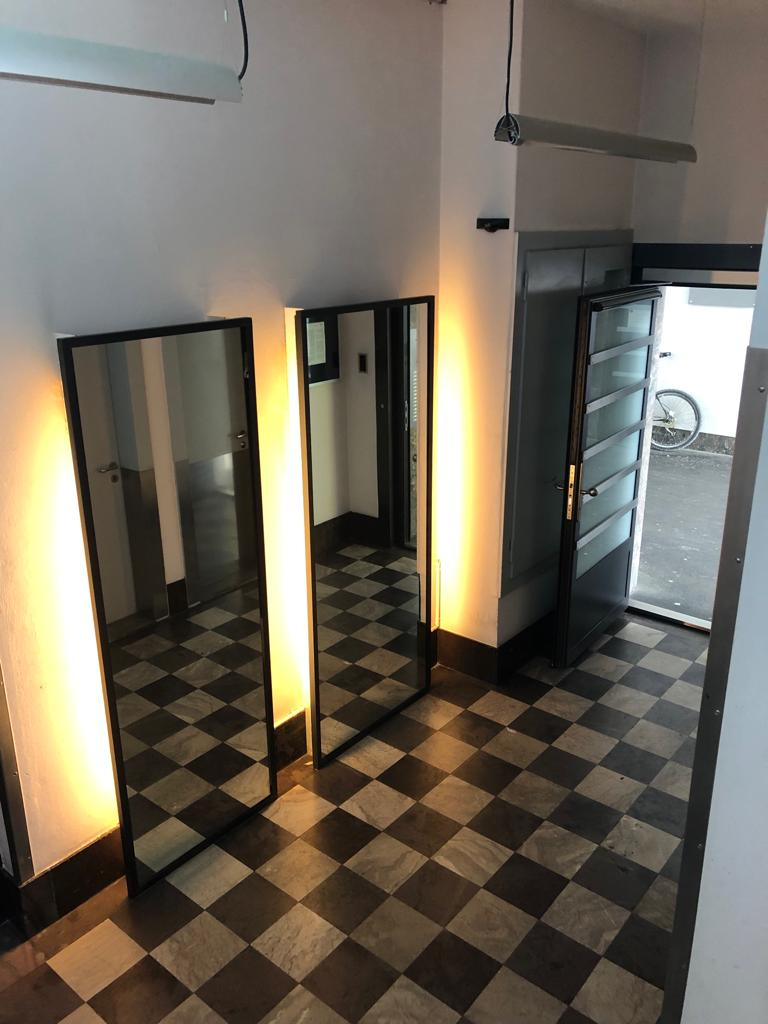
Detail Treppenhaus
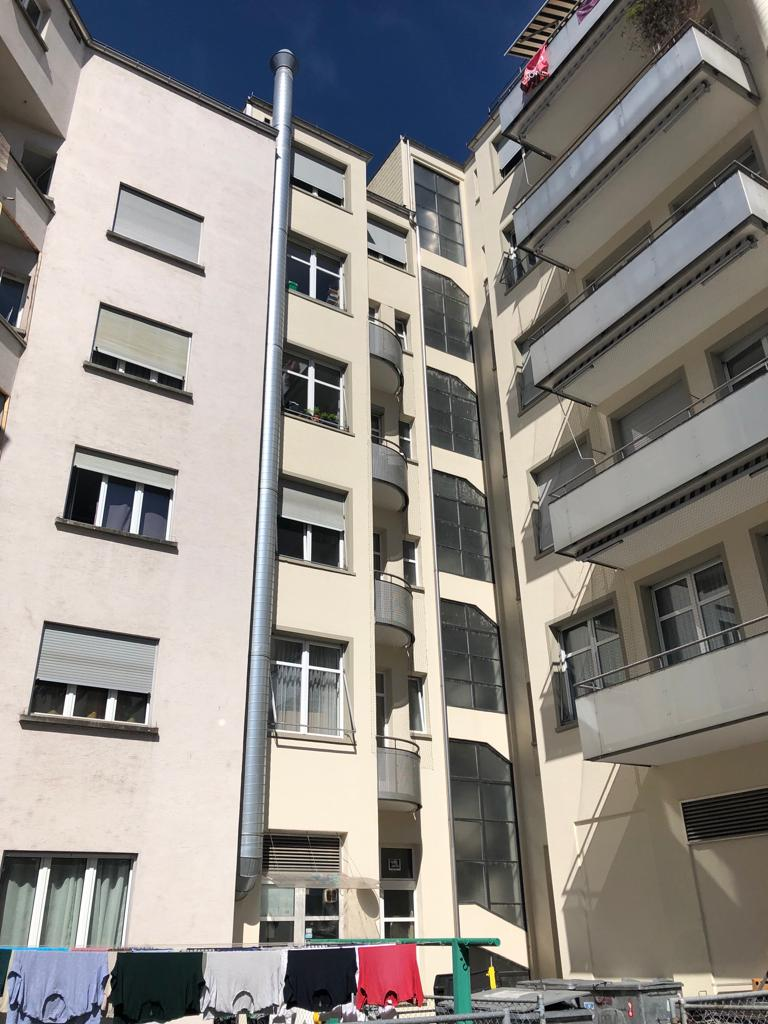
Detail Fassade
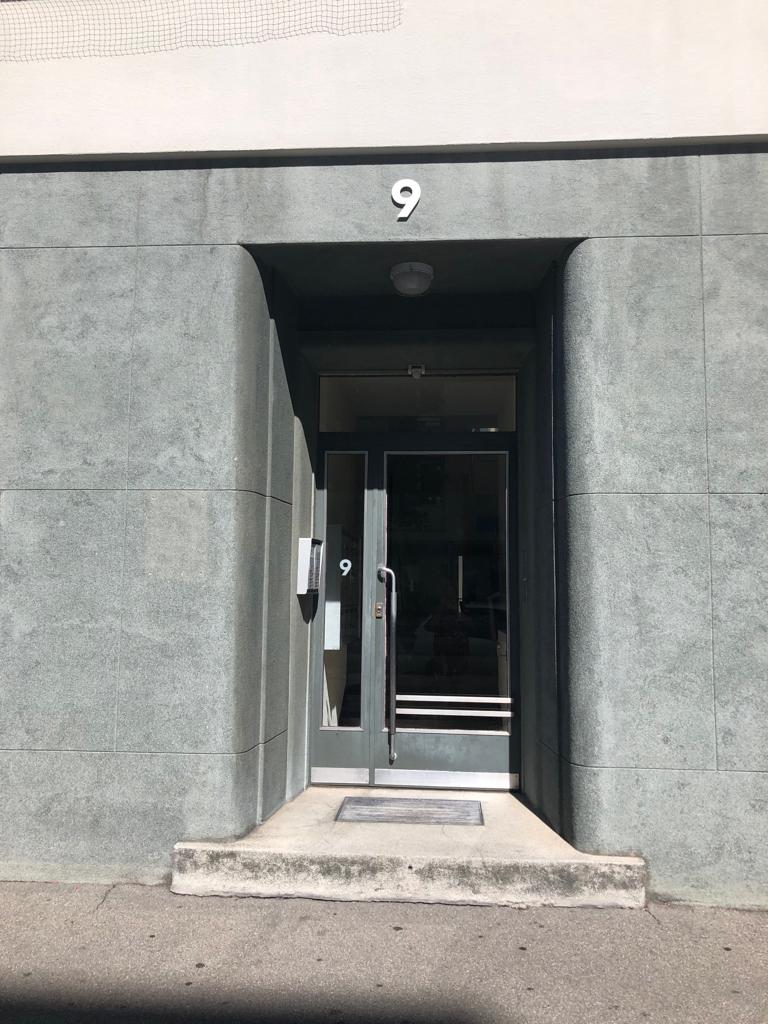
Detail Eingang mit Wölbungen

Neues Bauen in Biel
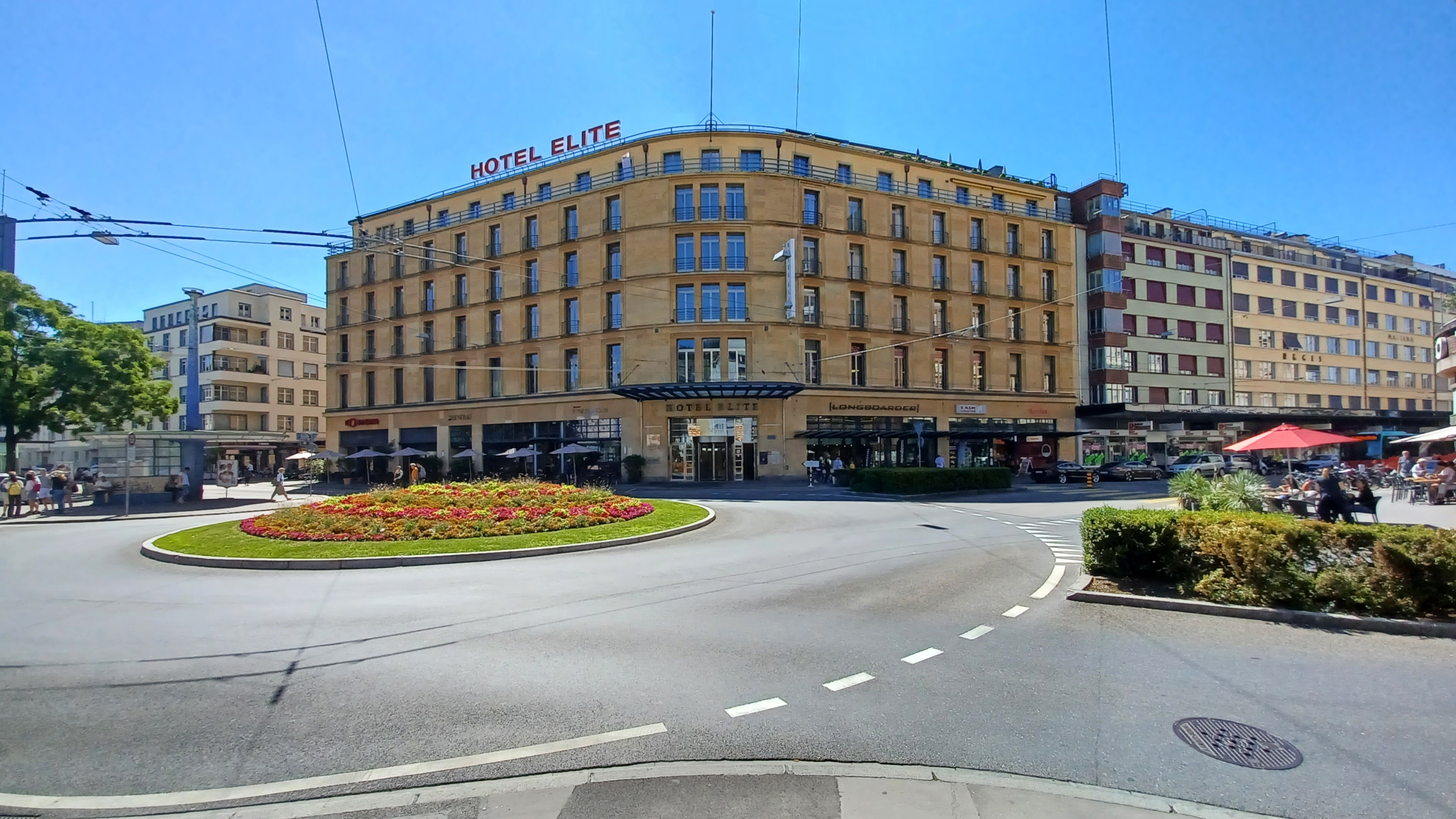
Hotel Elite am General-Guisan-Platz
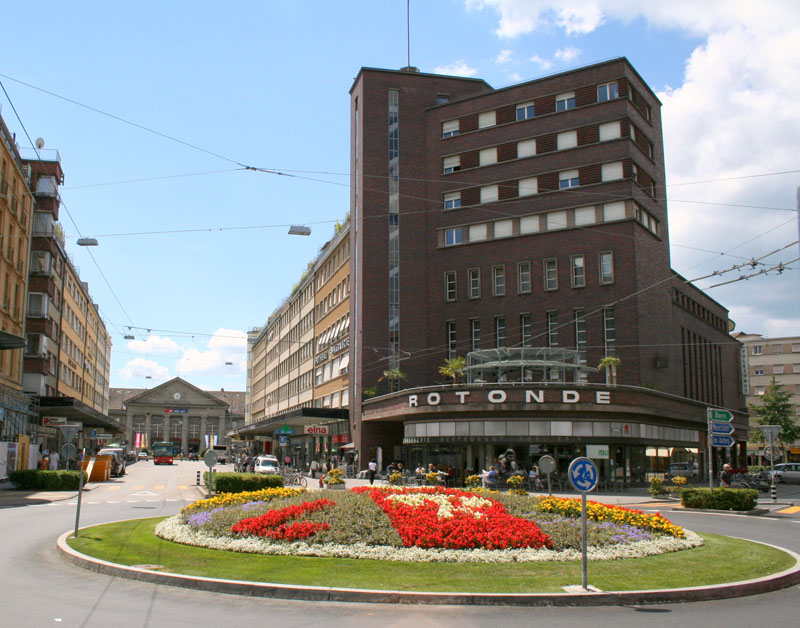
Untere Bahnhofstrasse, im Vordergrund das Volkshaus, im Hintergrund der Hauptbahnhof
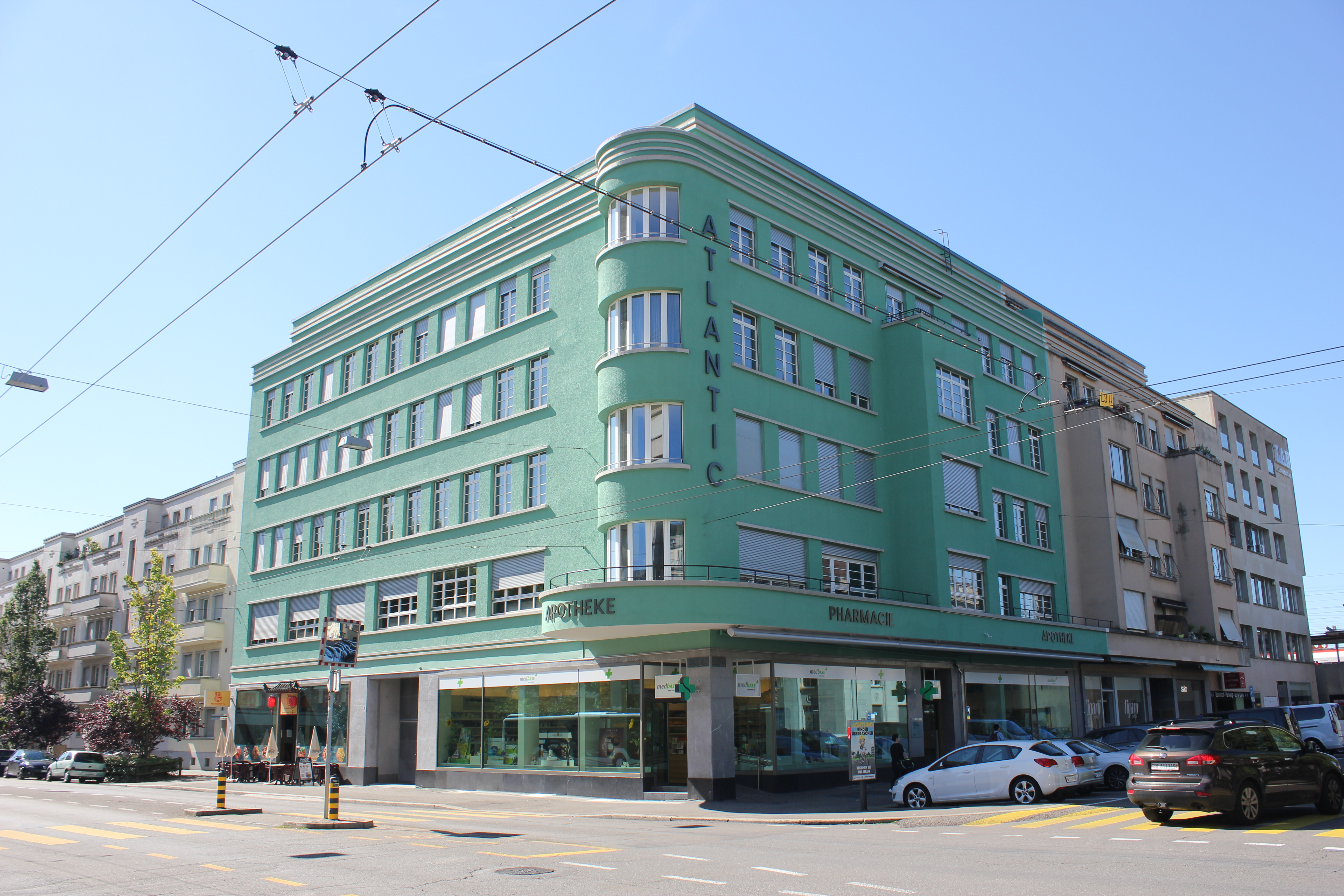
Atlantic-Haus am Bahnhofplatz
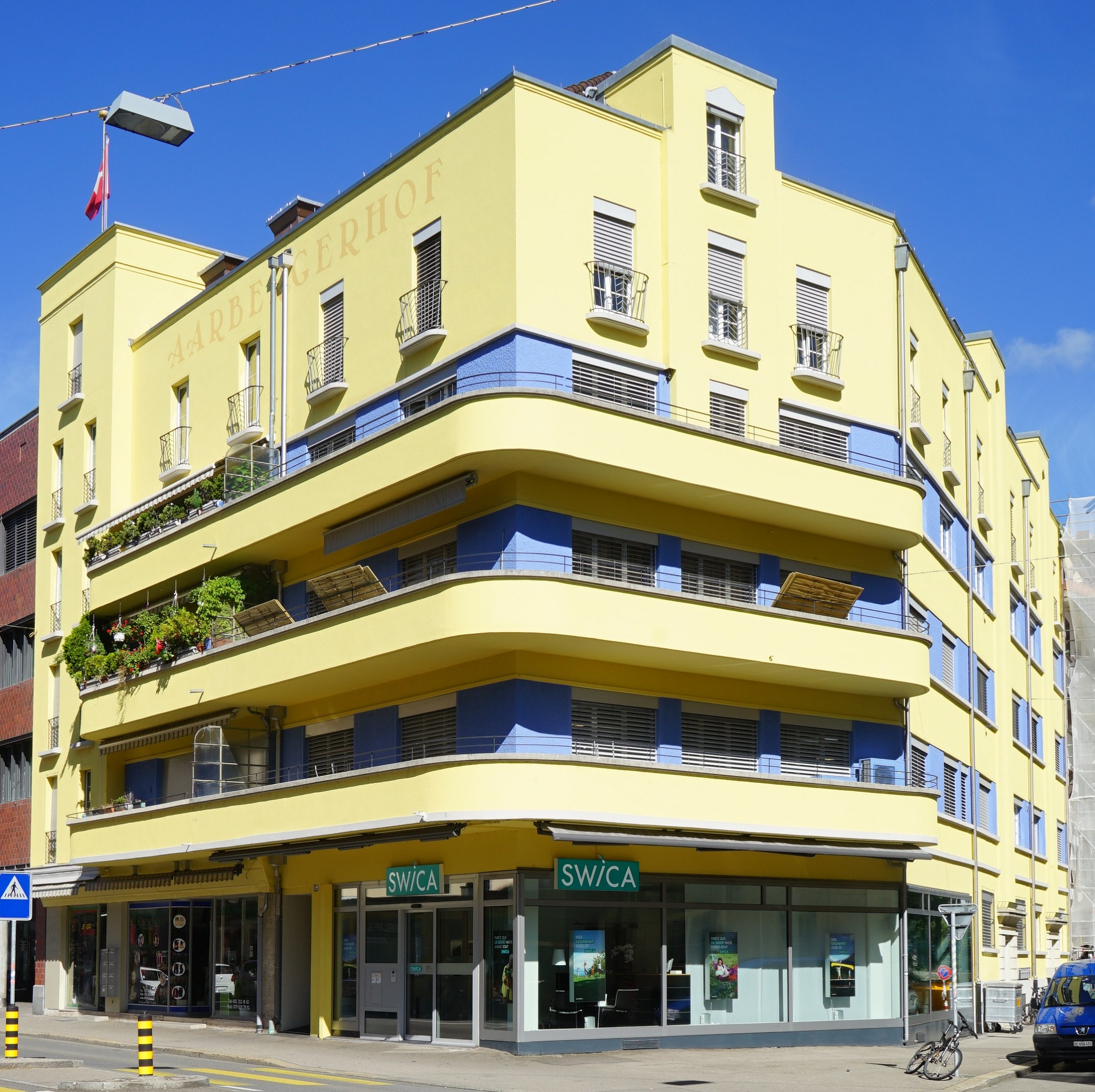
Aarbergerhof
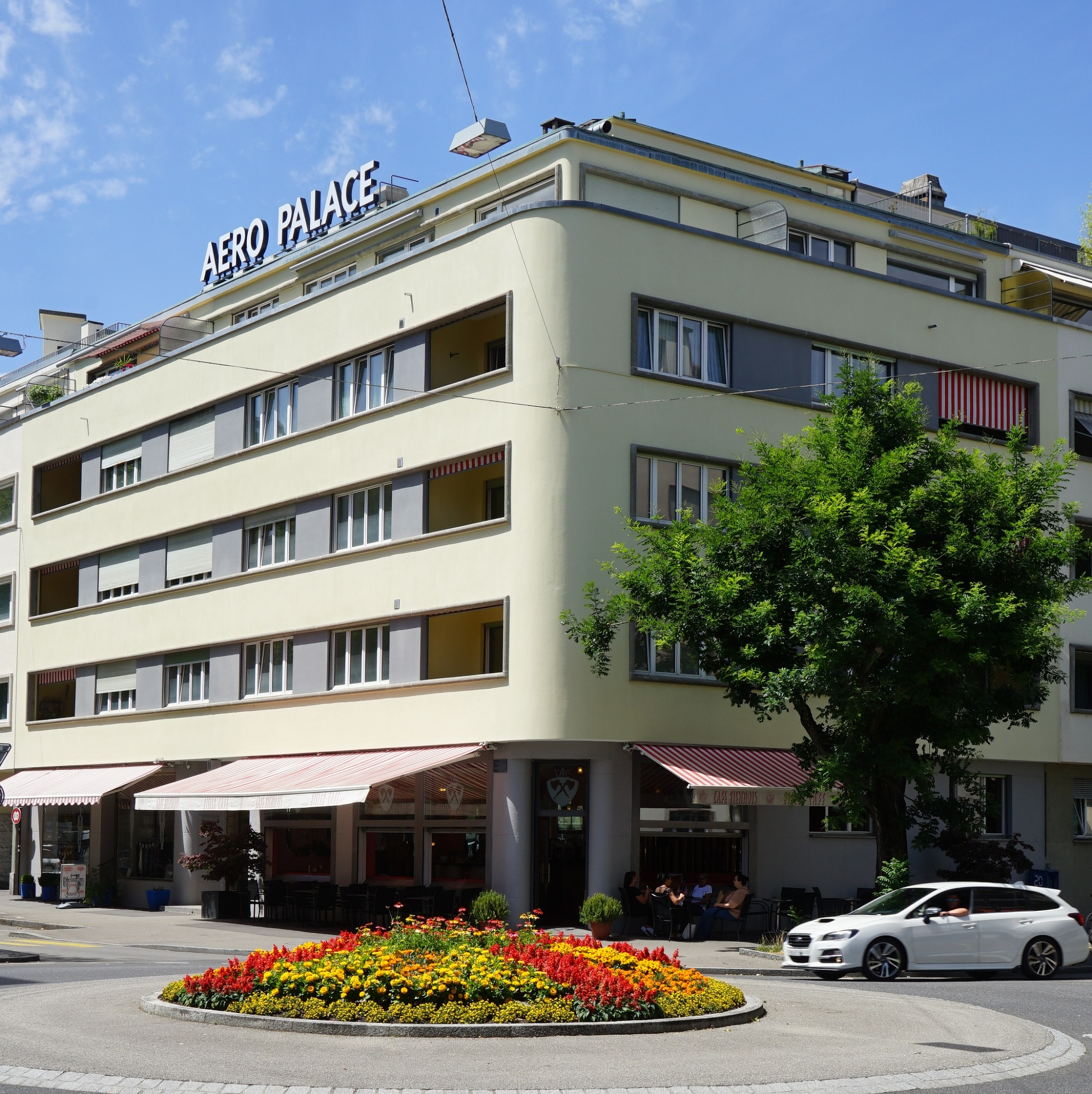
Aeropalace
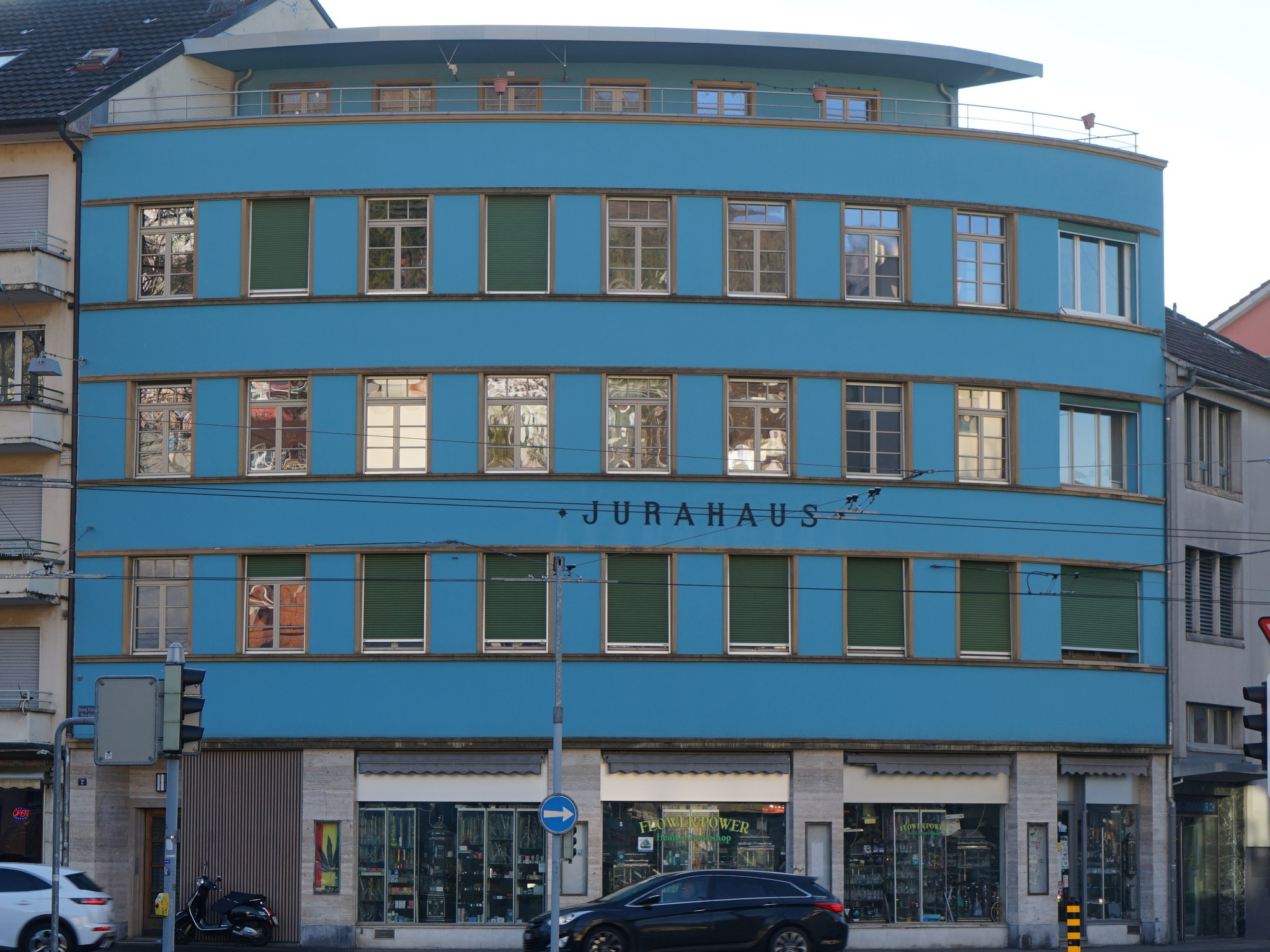
Jurahaus
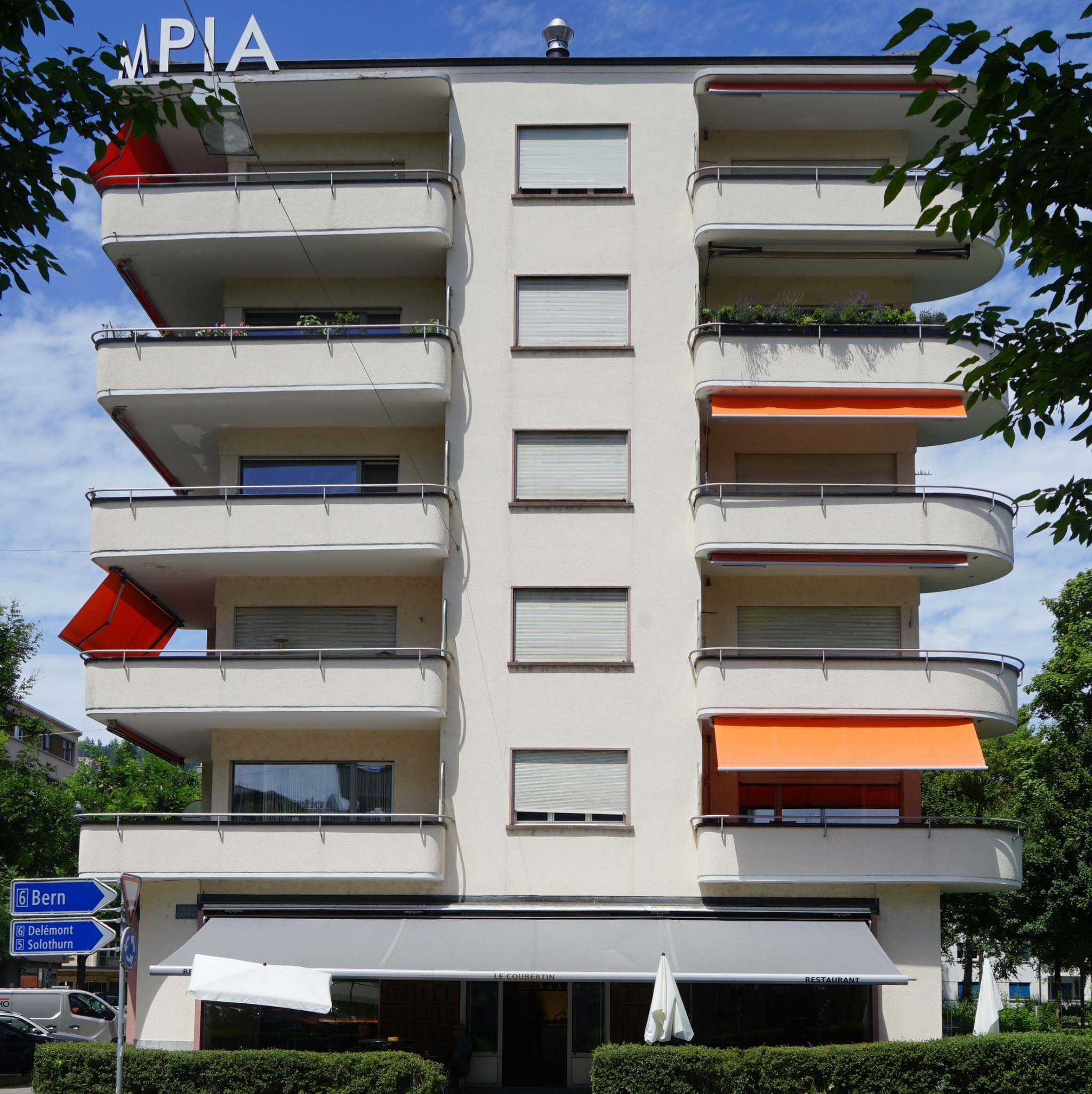
Olympiahaus
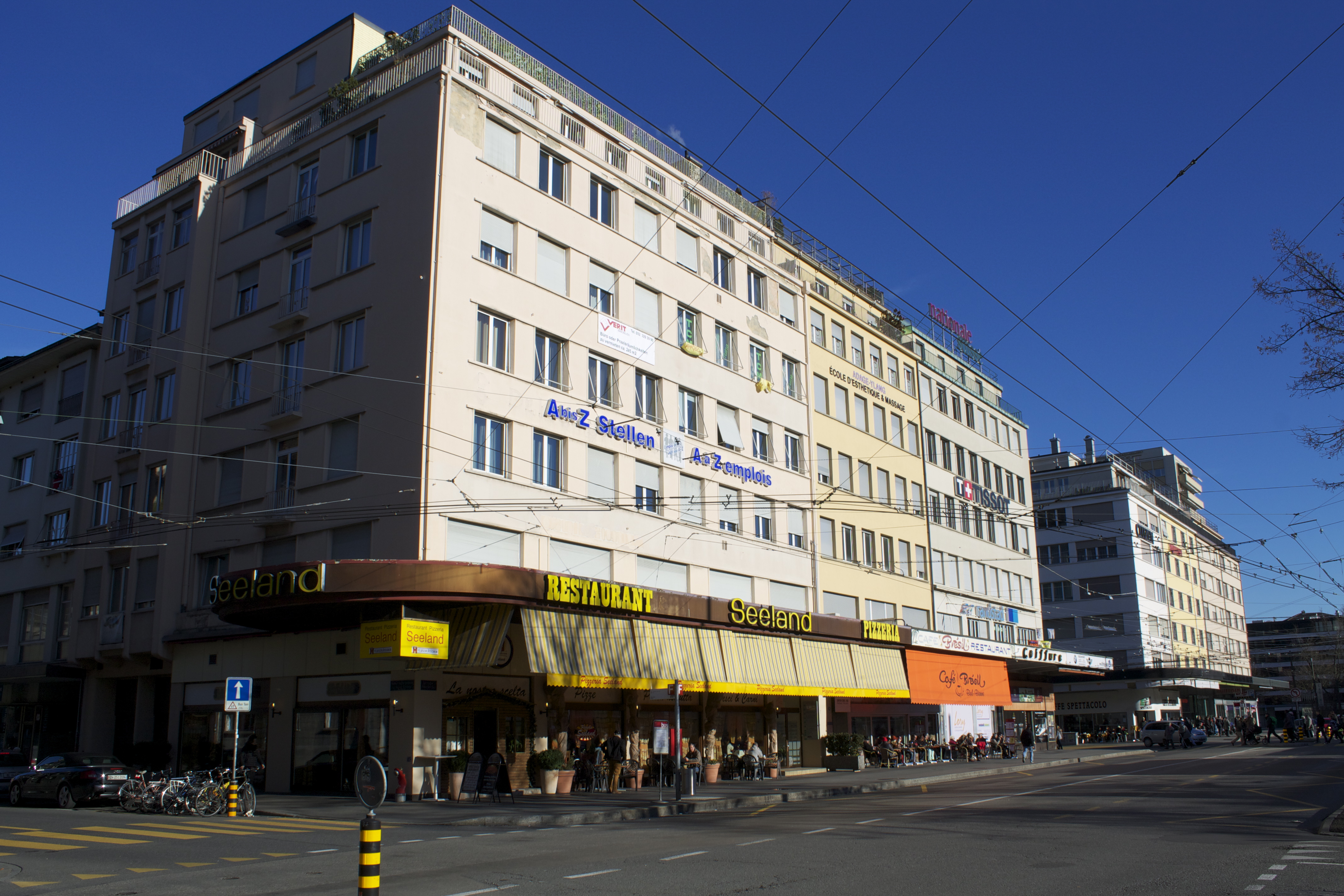
Bahnhofplatz
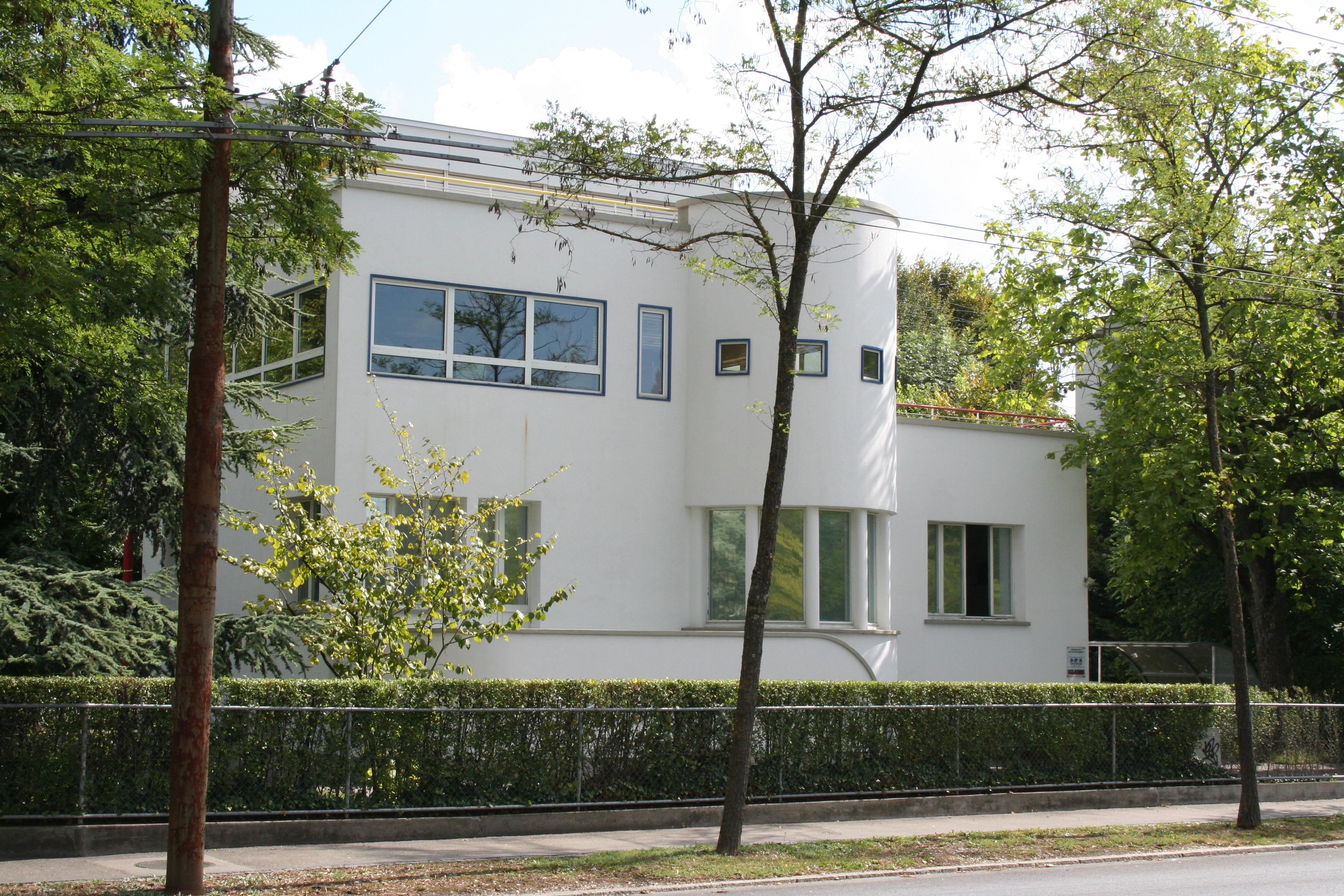
Wohnhaus Ländtestrasse

## Liste von Bauwerken der Bieler Moderne

### Bauwerke von nationaler und regionaler Bedeutung
- Hotel Elite, bis 1931 errichtet

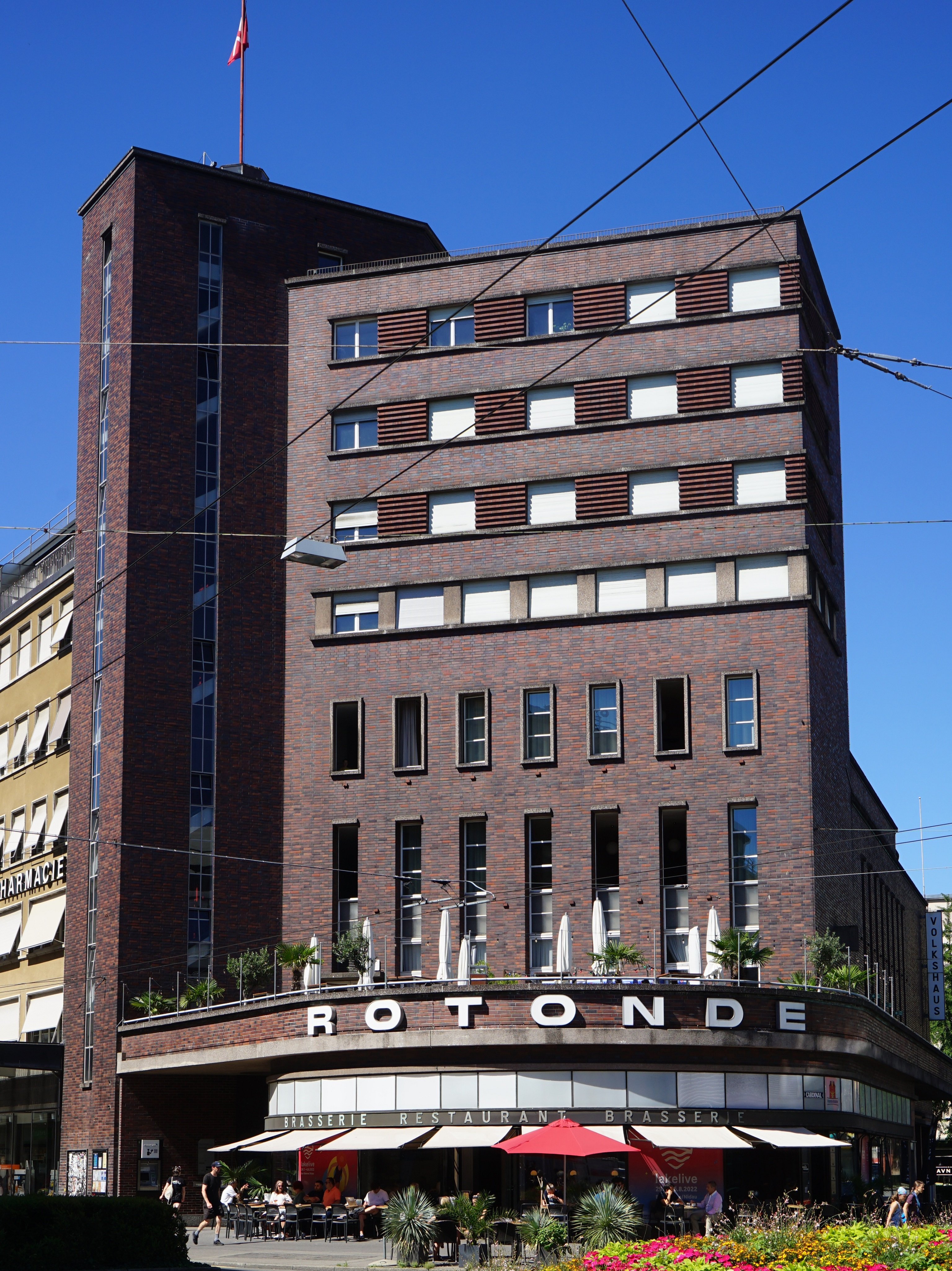
Volkshaus

- Stadtbibliothek und Post, 1932 erbaut
- Strandbad, bis 1932 errichtet
- Turnhalle der Neumarktschule, 1931 erbaut
- Verwaltungsgebäude und Montagehallen der General Motors, 1935 erbaut
- Volkshaus, bis 1932 errichtet

### Bauwerke von lokaler Bedeutung
- Aarbergerhof, 1929 erbaut
- Aeropalace, 1939 erbaut
- Atlantic, 1931 erbaut
- Bahnhofplatz 5, 1933 erbaut

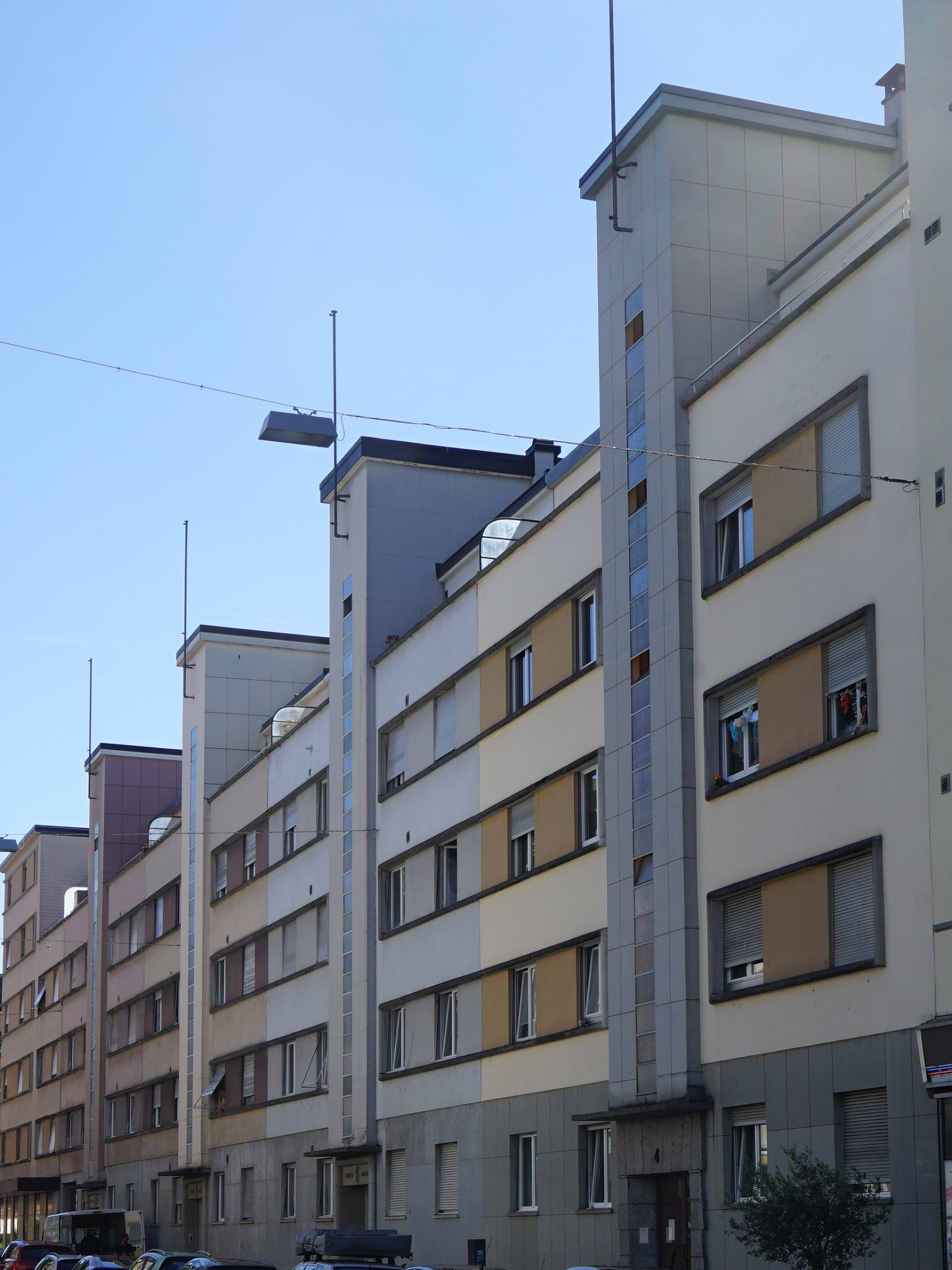
Güterstrasse 4–10, 12 (ganz links)

- Bahnhofstrasse 1–12, Bahnhofplatz 7, 9, 11 und 13, 1930 bis 1940 erbaut
- Gesellschaftshaus, 1928 erbaut
- Grand Garage du Jura, 1928 bis 1929 errichtet
- Grand Garage Göuffi, 1928 erbaut
- Güterstrasse 2, 1930 erbaut
- Hallerhaus, 1938 erbaut
- Jurahaus, 1930 erbaut
- Mehrfamilienhäuser Güterstrasse 4–10, 1930 erbaut
- Mehrfamilienhäuser Johann-Verresius-Strasse 4–14, 1930 erbaut
- Mehrfamilienhäuser Mattenstrasse 2, 4, 6, 8, Murtenstrasse 59, 1929 bis 1935 erbaut
- Mehrfamilienhäuser Silbergasse 3, 5, 7 und 9, 1941 bis 1943 erbaut
- Musikpavillon, 1936 erbaut
- Olympiahaus, 1938 erbaut
- Personenunterstand Bahnhofstrasse 16a, 1929 erbaut
- Personenunterstand und Beleuchtungskandelaber, 1927 erbaut
- Tramwartehalle, 1927 erbaut
- Wartehäuschen der städtischen Verkehrsbetriebe, 1930 erbaut
- Wartehäuschen der städtischen Verkehrsbetriebe, 1931 erbaut
- Wartehäuschen der städtischen Verkehrsbetriebe, 1933 erbaut
- Wartehäuschen der städtischen Verkehrsbetriebe, 1941 erbaut
- Wohnhäuser Ländtestrasse 1–13, 1930 und 1933 erbaut